# Josep Alsina i Calvés
Josep Alsina i Calvés   (Ripoll, 1954) és un activista unionista espanyolista, fundador de l'associació d'extrema dreta Somatemps, entitat que va presidir fins al gener de 2019 i també fundador de Societat Civil Catalana
El 1980 es va llicenciar en Biologia per la Universitat de Barcelona, l'any 2000 va acabar un màster en història de la Ciència i es va doctorar en filosofia per la Universitat Autònoma de Barcelona el 2008. El 1983 va aprovar les oposicions a catedràtic de batxillerat en Ciències Naturals i ha exercit de professor a diversos instituts a Catalunya.
Va ser secretari general de la fundació José Alsina Clota per la investigació i innovació educativa. El 1993 va fundar el sindicat de professors "Associació Sindical del Professorat d'Ensenyament Públic de Catalunya" i en va ser secretari general fins que el 2002 va dimitir del càrrec per tornar a la docència. És editor i director de la revista Nihil Obstat, una revista "d'història, metapolítica i filosofia". És autor de diversos llibres sobre diversos temes centrats en la història de la ciència.
Va ser militant de Partido Español Nacional Socialista (PENS), de Fuerza Nueva, Frente Nacional de la Juventud i del Movimiento Social Republicano, tots ells partits d'extrema dreta. Va ser un dels fundadors i primer president de l'associació revisionista i unionista Somatemps i va ser també un dels fundadors de Societat Civil Catalana.
El 2016 va rebre el premi Ramiro de Maeztu. El maig de 2018 va rebre el premi Pascual Tamburri Bariain pel millor assaig curt, atorgat per la Revista Razón Española i per l'Asociación Cultural Ruta Norte.